# Dendronephthya flammea
Dendronephthya flammea är en korallart som beskrevs av Sherriffs 1922. Dendronephthya flammea ingår i släktet Dendronephthya och familjen Nephtheidae. Inga underarter finns listade i Catalogue of Life.